# Pau-Latina World Tour
Pau-Latina World Tour fue la primera gira mundial de la cantante y compositora mexicana Paulina Rubio, después de 2 años. La gira fue realizada en apoyo a su álbum de estudio, Pau-Latina (2004). Con un total de 35 espectáculos, recorrió Europa, Norteamérica y Latinoamérica. La gira de dividió en 2 etapas, la primera etapa recorrió diferentes ciudades de México y Latinoamérica entre junio y febrero del 2005, mientras que la segunda etapa de la gira comenzó el 29 de abril de 2005 en Grand Prairie, Estados Unidos y finalizó el 4 de junio en Santo Domingo, República Dominicana.

## Fechas
| Día                      | Ciudad                  | País                 | Recinto                          |        |
| Europa                   | Europa                  | Europa               | Europa                           | Europa |
| ------------------------ | ----------------------- | -------------------- | -------------------------------- | ------ |
| 24 de junio de 2004      | Santiago de Compostela  | España               | Plaza del Obradoiro              |        |
| Latinoamérica            |                         |                      |                                  |        |
| 3 de septiembre de 2004  | Tijuana                 | México               | Palenque del Parque Morelos      |        |
| 25 de septiembre de 2004 | Monterrey               | México               | Domo Care                        |        |
| 5 de octubre de 2004     | Ciudad de México        | México               | Auditorio Nacional               |        |
| 7 de octubre de 2004     | Guadalajara             | México               | Fiestas de Octubre               |        |
| 15 de octubre de 2004    | Ciudad Juárez           | México               | Plaza de Toros Monumental        |        |
| 29 de octubre de 2004    | La Paz                  | Bolivia              | Festi Music Paceña               |        |
| 30 de octubre de 2004    | Santa Cruz de la Sierra | Bolivia              | Estadio Real Santa Cruz          |        |
| 13 de noviembre de 2004  | Managua                 | Nicaragua            | Estadio Nacional Dennis Martínez |        |
| 16 de diciembre de 2004  | Lima                    | Perú                 | Jockey Club del Perú             |        |
| 17 de diciembre de 2004  | Quito                   | Ecuador              | Coliseo General Rumiñahui        |        |
| 17 de febrero de 2005    | Viña del Mar            | Chile                | Anfiteatro de la Quinta Vergara  |        |
| Estados Unidos           |                         |                      |                                  |        |
| 29 de abril de 2005      | Grand Prairie           | Estados Unidos       | Nokia Live at Grand Prairie      |        |
| 30 de abril de 2005      | The Woodlands           | Estados Unidos       | Cynthia Woods Mitchell Pavilion  |        |
| 1 de mayo de 2005        | Houston                 | Estados Unidos       | Verizon Wireless Theater         |        |
| 3 de mayo de 2005        | Corpus Christi          | Estados Unidos       | American Bank Center             |        |
| 4 de mayo de 2005        | Hidalgo                 | Estados Unidos       | Dodge Arena                      |        |
| 5 de mayo de 2005        | Laredo                  | Estados Unidos       | Energy Arena                     |        |
| 7 de mayo de 2005        | San Diego               | Estados Unidos       | SDSU Open Air Theatre            |        |
| 8 de mayo de 2005        | Reno                    | Estados Unidos       | Reno Hilton Outdoor Amphitheater |        |
| 9 de mayo de 2005        | San José                | Estados Unidos       | Event Center Arena               |        |
| 10 de mayo de 2005       | Palm Desert             | Estados Unidos       | McCallum Theatre                 |        |
| 12 de mayo de 2005       | Los Ángeles             | Estados Unidos       | Greek Theatre                    |        |
| 13 de mayo de 2005       | Las Vegas               | Estados Unidos       | House of Blues                   |        |
| 14 de mayo de 2005       | Phoenix                 | Estados Unidos       | Dodge Theatre                    |        |
| 15 de mayo de 2005       | Tucson                  | Estados Unidos       | Anselmo Valencia Amphitheater    |        |
| 20 de mayo de 2005       | Orlando                 | Estados Unidos       | Hard Rock Hotel                  |        |
| 21 de mayo de 2005       | Tampa                   | Estados Unidos       | Carol Morsani Hall               |        |
| 22 de mayo de 2005       | Atlanta                 | Estados Unidos       | The Dark Horse                   |        |
| 24 de mayo de 2005       | Royal Oak               | Estados Unidos       | Royal Oak Music Theatre          |        |
| 25 de mayo de 2005       | Chicago                 | Estados Unidos       | Aragon Ballroom                  |        |
| 27 de mayo de 2005       | Atlantic City           | Estados Unidos       | Borgata Hotel                    |        |
| 28 de mayo de 2005       | Elizabeth               | Estados Unidos       | Ritz Theatre                     |        |
| 29 de mayo de 2005       | Alexandria              | Estados Unidos       | The Birchmere                    |        |
| 2 de junio de 2005       | Miami                   | Estados Unidos       | James L. Knight Center           |        |
| Latinoamérica            |                         |                      |                                  |        |
| 4 de junio de 2005       | Santo Domingo           | República Dominicana | Fortaleza Ozama                  |        |

- Datos: Q97127399